# Latitudinarism

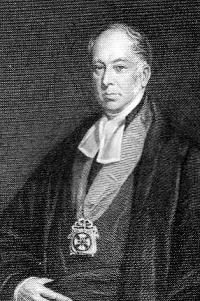
Ärkebiskop Richard Whately var en av latitudinarianerna.

Latitudinarism var ursprungligen en pejorativ term som användes om en grupp engelska 1600-talsteologer som trodde på att hålla fast vid Engelska kyrkans praxis, men som ansåg att lärofrågor, liturgiska bruk och kyrklig organisation var av relativ betydelse. Ett gott exempel på latitudinarisk filosofi var Cambridgeplatonikerna. Den främste företrädaren för rörelsen var ärkebiskopen av Canterbury John Tillotson.
Latitudinarianerna byggde på Richard Hookers position, i Of the Laws of Ecclesiastical Polity, att Gud bryr sig om den enskilda människans moraliska status och att denna betyder mer än kyrkolivets strukturer. Men de gick betydligt längre än Hooker och tillämpade detta även på det dogmatiska området. Deras arvtagare i senare tid är bredkyrkligheten.

## Historik
Latitudinarier var i allmänhet personer med fria åsikter, fria seder och rymligt samvete (med stor "latitud"); i inskränkt mening personer som till den kyrkliga bekännelsen intog en friare ställning och önskade att skiljaktigheterna i lära mellan de olika kyrkosamfunden skulle bortfalla.
Namnet uppkom i England i mitten av 1600-talet, under de politiska och religiösa stridigheterna, som beteckning för ett parti som ville inta en medlande ställning mellan kyrkligheten och den då uppträdande nya vetenskapen. De engelska latitudinarierna (the latitudinarians) höll i allmänhet fast vid den biskopliga kyrkans författning, kult och lära samt hyllade i avseende på bekännelsen "de 39 artiklarnas" mildare calvinism. Mellan förnuft och religion, vetenskap och kristlig lära måste, enligt deras mening, en skön harmoni råda. Den sanna religionens grundläror är viljans frihet samt Kristi försonings och Guds nåds allmänt gällande kraft. Såväl den gamla kyrkans som förnuftets bibeltolkning ger stöd åt denna uppfattning. På livets och sedernas renhet lade latitudinarierna stor vikt, men de var motståndare till puritanernas rigorism. Från såväl puritanernas som de strängt högkyrkligas sida betraktades latitudinarierna naturligtvis med ovilja, och namnet latitudinarie blev i dessa båda partiers mun snart liktydigt med fritänkare, otrosmänniska, ateist. Latitudinariernas parti gick småningom under, ehuru det återkom i nya former.
Motsatsen till latitudinarism kallas rigorism. Rigorism (av latin rigor, stelhet, hårdhet), strängt allvar, överdriven stränghet, alltför stel tillämpning av grundsatser eller föreskrifter.
Rigorist är en sträng sedelärare; en person som ställer för hårda krav på sig och andra eller som strängt håller på de kyrkliga skiljaktigheterna i lära, kult och författning. Jämför rigorös.